# Abel Epalanga Chivukuvuku
Abel Epalanga Chivukuvuku (Bailundo, 11 de novembro de 1957) é um linguista, administrador e político angolano, figura de destaque na oposição. É deputado da Assembleia Nacional desde 1992.
É também militar das Forças Armadas de Angola.

## Biografia
Abel Chivukuvuku nasceu na vila-comuna de Luvemba, no município de Bailundo, província do Huambo. Seu pai era Pedro Sanjando Chivukuvuku e sua mãe era Margarida Chilombo Chivukuvuku.
Fez seus estudos primários em Cachiungo e frequentou, em Huambo, o Liceu Nacional Norton de Matos (actual Escola Secundária Comandante Bula Matadi), que concluiu em 1975.

### Trajectória política
Integrou-se à União Nacional para a Independência Total de Angola (UNITA) em 1974, trabalhando na mobilização de jovens para a organização no Huambo.
Em 1976, durante a Guerra Civil Angolana, foi alistado no braço armado da UNITA, as Forças Armadas de Libertação de Angola (FALA), trabalhando nos serviços de comunicação das referidas forças militares. Entre 1982 e 1986 foi promovido a tentente e chefe adjunto dos Serviços de Inteligência Militar das FALA, com escritório em Quinxassa. No ínterim, serviu como diplomata especial do partido em várias ocasiões.
Em 1986 foi enviado à Alemanha Ocidental para receber treinamento em telecomunicações e serviços de inteligência militares, recebendo a partente de tenente-coronel. Foi designado como representante adjunto da UNITA em Portugal em 1987, quando segue para o Reino Unido onde exerceu idênticas funções. Neste país ingressou na Universidade de Cambrígia onde licenciou-se em língua inglesa.
Já com a patente de brigadeiro, entre 1989 e 1991 representou a UNITA junto da Organização das Nações Unidas (ONU) e dos países do Leste Europeu, tendo sido depois nomeado chefe adjunto da delegação da UNITA na Comissão de Conjunta Político-Militar (CCPM).
Em 1992, no início do multipartidarismo em Angola, foi designado secretário de relações externas da UNITA, desempenhando também as de cabeça de lista para as eleições parlamentares daquele ano.
Em 1993, aquando da retomada da Guerra Civil, foi ferido em Luanda e mantido sob custória pelo governo angolano durante um ano. A seguir, passou a ser assistente político do presidente da UNITA, Jonas Savimbi, em cujo nome manteve contactos com José Eduardo dos Santos, presidente de Angola. Ao mesmo tempo, exerceu as funções de deputado, sendo líder da bancada da UNITA em 1997/1998.
Em 2001 foi enviado pelo partido para licenciar-se em relações internacionais na Universidade da África do Sul, especializando-se na mesma instituição em administração do desenvolvimento.
Terminada a Guerra Civil, em 2002, foi eleito para as funções de secretário para assuntos parlamentares, constitucionais e eleitorais da UNITA.
Manifestando desde 2010 a sua insatisfação com e postura intransigente e pouco pragmática da UNITA e do seu presidente, Isaías Samakuva, Chivukuvuku demitiu-se como membro deste partido, fundando em março de 2012 um novo movimento partidário que culminou na Convergência Ampla de Salvação de Angola - Coligação Eleitoral (CASA-CE). Liderança em franca ascensão, levou a coligação a surpreendentes resultados eleitorais em 2012 e 2017.
Em fevereiro de 2019 Chivukuvuku foi destituído da liderança da CASA-CE, tomando seu lugar André de Carvalho Miau, e depois Manuel Fernandes. Tentou fundar o "Partido do Renascimento Angolano-Juntos por Angola" (PRA JA-Servir Angola), mas teve o pedido indeferido e foi obrigado a refiliar-se à UNITA para participar das eleições gerais de Angola de 2022 como vice-cabeça de lista da agremiação, reelegendo-se para mais um mandato como deputado.

## Vida pessoal
É casado com Maria Vitória Chivukuvuku e tem dois filhos.